# Некрофилия
Некрофили́я (от др.-греч. νεκρός — «мёртвый» и φιλία — «любовь»), или труполо́жество, — любовь ко всему мёртвому, в многочисленной литературе выраженная как парафилия, являющаяся половым влечением к трупам, что является только частным случаем. Может рассматриваться в том числе как разновидность фетишизма или как самостоятельное расстройство полового предпочтения. Является противоположностью биофилии.

## Общие сведения
Некрофилия встречается как среди мужчин, так и среди женщин. Возраст некрофилов также может быть различным, начиная от подросткового и заканчивая пожилым. Эрих Фромм писал, что причиной некрофилии может стать «гнетущая, лишённая радости мрачная атмосфера в семье, сонливость … отсутствие интереса к жизни, стимулов, стремлений и надежд, а также дух разрушения в социальной реальности в целом».
Некрофилия встречается при шизофрении, расстройствах личности, умственной отсталости, а также других психозах. Также может представлять собой самостоятельное отдельное изолированное расстройство. В МКБ-10 обозначается кодом F65.8 «другие расстройства сексуального предпочтения». В МКБ-11 обозначается кодом 6D35 «Другое парафилическое расстройство с вовлечением других лиц без их согласия или в отношении других сексуальных объектов».
Данное расстройство характеризуется стойким и выраженным определённым паттерном атипичного сексуального возбуждения, который проявляется стойкими мыслями, фантазиями, побуждениями или действиями сексуального характера с вовлечением других лиц без их согласия или в отношении других сексуальных объектов и который не описан ни в одной из других категорий данного раздела (напр., сексуальное возбуждение в отношении трупов или животных).
Человек должен был совершать конкретные действия в соответствии с этими мыслями, фантазиями или побуждениями или испытывать существенный дистресс в связи с ними. Данное расстройство определённо исключает сексуальное поведение с согласия вовлечённого лица или лиц при условии, что они способны дать такое согласие.

## Известные случаи некрофилии
Случаи некрофилии описаны в исторических источниках. Греческий историк Геродот упоминает о фактах некрофилии в Древнем Египте, когда бальзамировщики совокуплялись с телами недавно умерших красивых женщин (История 2:89).
В трактате «Бава Батра» Вавилонского Талмуда приводится легенда, в соответствии с которой царь Ирод в течение семи лет хранил тело полюбившейся ему Мариамны в меду. В легенде указываются и расхожие мнения о причинах такого поступка, в том числе молва о том, что Ирод совершал половой акт с мёртвым телом ради утоления страсти к Мариамне (отсюда и презрительное название акта некрофилии в еврейской религиозной литературе: «акт Ирода» (ивр. מעשה הורדוס‎, маасе́ hо́рдус)).
Достаточно большое число случаев некрофилии описано Рихардом фон Крафт-Эбингом, в том числе классический случай сержанта Бертрана, который совершал некрофильные акты сначала с животными, а потом и с трупами людей, как женщин, так и мужчин.
Как образец некрофильного характера Эрих Фромм приводит в пример Адольфа Гитлера. Фромм описал его как нарциссическую личность, с ярко выраженными чертами некрофилии и садомазохизма.

## Классификация некрофилии
Джонатан Росман (англ. Jonathan P. Rosman) и Филлип Ресник (англ. Phillip J. Resnick) предлагают следующую классификацию некрофилии:
- Некрофильное убийство.
- Повторяющиеся некрофильные действия с трупами.
- Некрофильные фантазии без совершения активных действий.

Указанные авторы считают, что привлекательность контактов с трупами определяется для некрофила отсутствием сопротивления со стороны «партнёра», ненужностью установления эмоционального контакта, возможностью делать «всё, что угодно».
Некрофилия может иметь как гетеро-, так и гомо- или бисексуальный характер.

## Проявления некрофилии
Проявлениями некрофилии (по Г. фон Гентигу) можно считать следующее:
- Совершение сексуальных действий с трупами.
- Возникновение полового возбуждения при виде трупа.
- Влечение к похоронной атрибутике и обрядам.
- Расчленение трупов и иное надругательство над мёртвыми телами.
- Стремление видеть или обонять разлагающуюся плоть.

Согласно фон Гентигу, «насильственное прерывание живых связей» — цель некрофильской деструктивности. Эрих Фромм выделяет в качестве характерной черты некрофилов стремление к разрушению, которое может проявляться, в частности, в виде желания расчленения человеческого тела. Фромм писал, что эта тяга может проявляться и в неявном виде:

Я встречал, например, немало людей, у которых эта тяга проявлялась в очень мягкой форме: они любили рисовать на бумаге фигурку обнажённой женщины, а потом отрывать у рисунка руки, ноги, голову и т. д. и играть с этими отдельными частями рисунка. Такая безобидная «игра» на самом деле выполняла очень серьёзную функцию, утоляя страсть к расчленению.

Проявлением речевой некрофилии является преимущественное употребление слов, которые связаны с экскрементами или разрушением. Эрих Фромм приводил в пример некрофила, у которого любимым словом было «говно», который мог называть так всё, что угодно: природу, людей, жизнь, идеи. Про себя самого он с гордостью говорил: «Я мастер по разрушению», что показывает характерную некрофильскую характерологическую черту — страсть к разрушению ради разрушения. Итальянский «Манифест футуризма» Фромм приводил в качестве примера проявления элементов некрофилии в литературе.
Некрофилы также проявляют пристрастие к дурным запахам, например к запаху гниющего мяса, экскрементам и нечистотам. В случае вытесненного желания получить удовольствие от дурных запахов некрофил всюду пытается устранить любую возможность таких запахов и проявляет своеобразную реакцию, даже когда в окружении они явно отсутствуют.
Некрофильский фетишизм проявляется в любви к предметам погребального ритуала: венкам, гробам, портретам покойников, цветам и тому подобному.
Диапазон некрофильных сексуальных практик очень широк и может включать разнообразные действия с трупами помимо половых актов: испражнение на них, расчленение и иное уродование тела, каннибализм, обмазывание трупными жидкостями и так далее
В настоящее время случаи некрофилии изредка встречаются в моргах и похоронных бюро. Известны также случаи раскапывания могил. Существуют сайты, посвящённые данной тематике, например, коллекции фотографий девушек в гробах.
Указывается, что некрофилия нередко приводит к совершению убийств с целью совершения полового акта с трупом убитого человека. Таким образом, достаточно большое число серийных сексуальных убийств носит некрофильский характер.
Также проявлением некрофилии может считаться стремление к совокуплению с умирающим, агонизирующим человеком (например, как результат убийства по сексуальным мотивам).

## Схожие патологические явления
Схожие с некрофилией явления:
- Некрофетишизм — форма фетишизма, при которой половое удовлетворение достигается при наличии рядом трупа либо при представлении его.
- Некромания — влечение к осквернению трупов.
- Некросадизм — совокупление с трупом, сопровождаемое его расчленением или обезображиванием.

С некрофилией также может сочетаться некрофагия, съедание частей человеческих трупов.

## Некрофилия и закон
Законодательство многих государств предусматривает ответственность за некрофильные действия. Ответственность может устанавливаться как непосредственно за половые контакты с трупами, так и носить более общий характер. Например, Уголовный кодекс РФ в ст. 244 устанавливает ответственность за надругательство над телами умерших и местами их захоронения, под которым может пониматься и совершение некрофильных действий.

## Некрофилия у животных
Некрофилия встречается не только у людей, но и среди грызунов и других животных. В частности, Кеес Мёликер сделал одно из таких наблюдений (и получил за него Шнобелевскую премию по биологии 2003 года), когда находился в своём офисе в «Натуурмюзеум Роттердам». Он услышал ясно различимый звук лёгкого удара птицы о стеклянный фасад здания. При проверке он обнаружил труп самца дикой утки, лежащей в двух метрах от здания. Рядом с мёртвой птицей находилась вторая особь этого вида, начавшая копуляцию с трупом. Акт некрофилии длился около 75 минут, в течение которого, согласно Мёликеру, живая птица дважды прерывалась перед тем, как завершить копулятивное поведение. Мёликер предположил, что во время столкновения со стеклом обе птицы выполняли обычный паттерн в поведении уток под названием «rape flight» («изнасилование в полёте»). «После того, как первая особь умерла, другая просто продолжила своё поведение и не получила никакой отрицательной обратной связи. Ну, вообще не получила никакой обратной связи», — заметил Мёликер. Это было первое зафиксированное свидетельство гомосексуальной некрофилии у диких уток.
Каннибализм богомола исследует Роже Кайуа. В XVIII веке это явление объясняли тем, что самке богомола для формирования яиц требуются белковые вещества, которых ей негде найти в большем количестве, кроме как у особей своего же вида. Рафаэль Дюбуа, ссылаясь на работы Ф. Гольца и А. Бюске, согласно которым лягушка при удалении центров высшей нервной деятельности немедленно принимает позу copula, которая в обычных условиях бывает у неё лишь весной, — высказывает предположение, что самка богомола, обезглавливая самца перед совокуплением, стремится удалить у него тормозящие мозговые центры и тем самым добиться более длительных спазматических движений при половом акте. На нижней ступени развития живых существ, у простейших, один из организмов полностью поглощает другой при половых сношениях; то есть перед нами явление примитивное. Это замечание подкрепляет тезис Кирнана, согласно которому садизм следует рассматривать «как ненормальную форму, которую принимают у человека явления, встречающиеся уже у истоков животной жизни, как пережиток или атавистический возврат к примитивному сексуальному каннибализму».

## Некрофилия в мифологии
- В древнеегипетской мифологии бог Гор был зачат богиней Исидой от мёртвого супруга Осириса.
- В мифологии ингушей и чеченцев богиня Села-Сата была рождена от бога Селы и скончавшейся девушки[20].

## Некрофилия в творчестве
- Песня «Гимн Некрофила» группы «Каловый Завод».
- Повесть «Некрофил» Габриэль Витткоп.
- Серия фильмов «Некромантик».
- Песня и одноимённый альбом группы «Гражданская оборона».
- Творчество группы «Сибирский мастурбатор» (Татарск).
- Также песни про некрофилов исполняли такие группы, как «Красная плесень» и «Пятая Бригада».
- Творчество нойз-музыканта Марко Корбелли (псевдоним Atrax Morgue[англ.]).
- Песня «St1m» «Володя невиновен» 7 серии 4 сезона сериала «Полицейский с Рублёвки» .